# 費涅維奇
50°50′34″N 30°4′30″E / 50.84278°N 30.07500°E

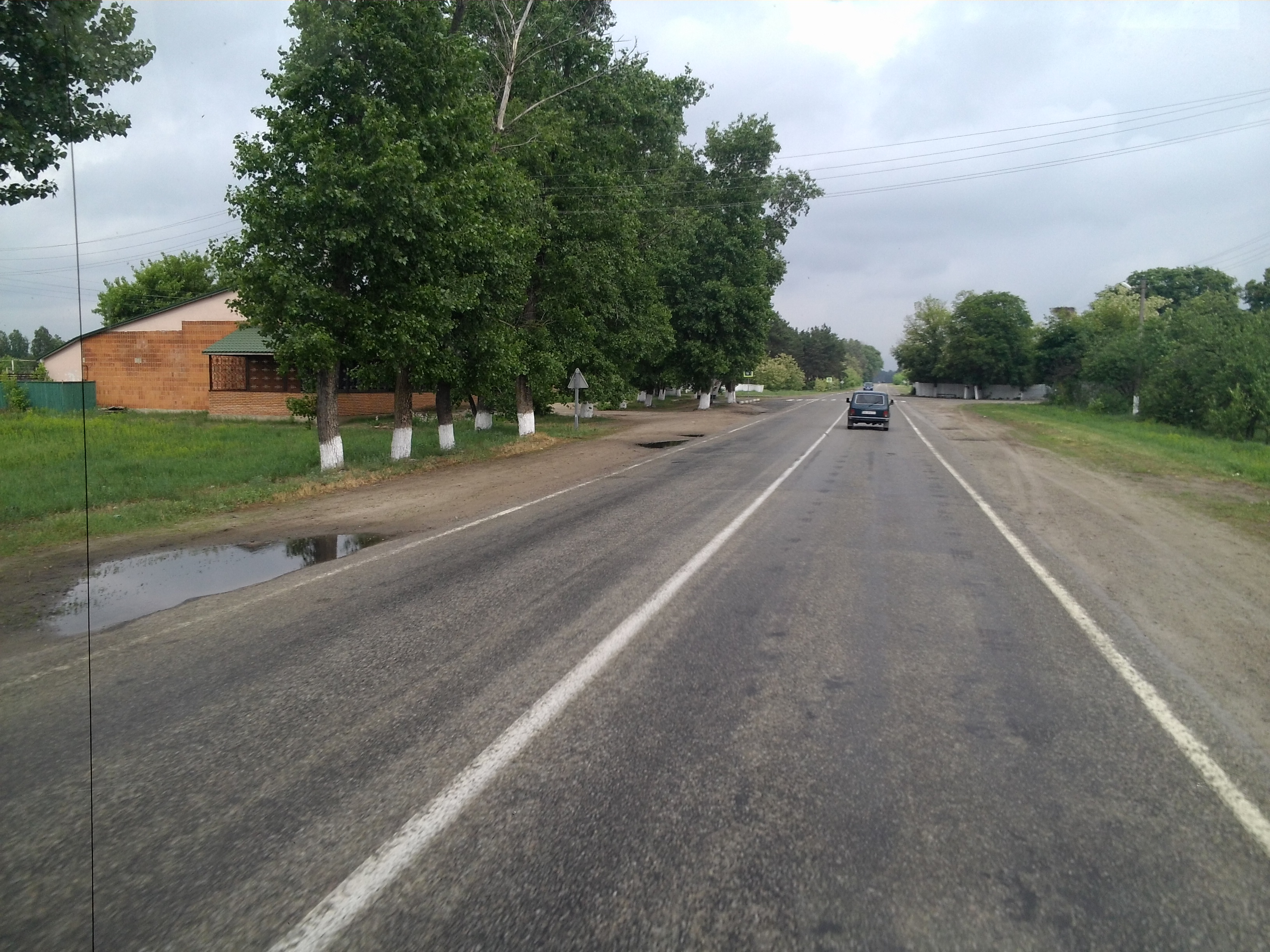

費內維奇（烏克蘭語：Феневичі）是位於烏克蘭北部的村莊，由基辅州维什霍罗德区的伊萬基夫市鎮負責管轄。該村面積4平方公里，海拔高度121米，2001年人口1,135，人口密度每平方公里283.8人。